# Gerrit van Ommering

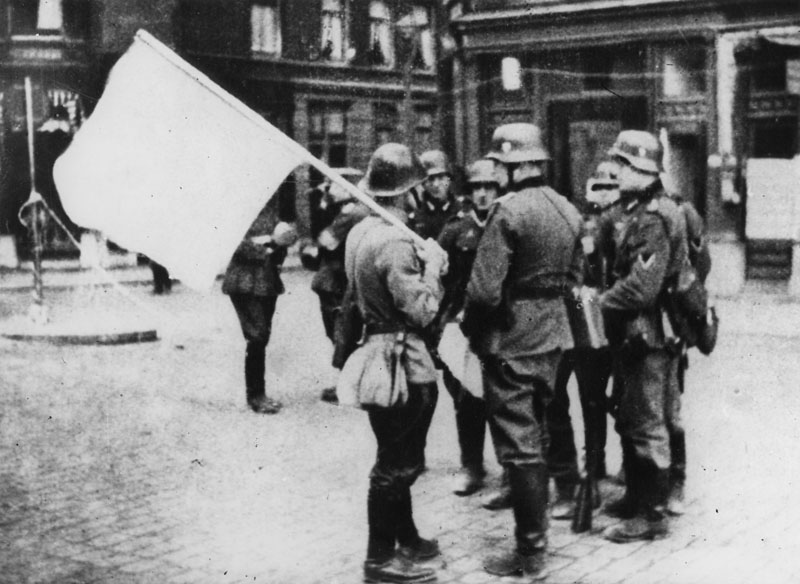
Sergeant-majoor Van Ommering (met witte vlag) op het Noordereiland in gesprek met Duitse militairen, 1940

Gerrit van Ommering (Rotterdam, 16 januari 1897 - vermoedelijk aldaar, 1 juni 1970) was een militair en brandweerman die in de Tweede Wereldoorlog nauw betrokken was bij twee belangrijke gebeurtenissen in de geschiedenis van Rotterdam. Bij de onderhandelingen op 14 mei 1940 over de overgave van het Nederlandse leger in Rotterdam droeg hij als sergeant-majoor enige malen de witte vlag, toen de Nederlandse delegatie de linies overstak. Mede door een aantal bekend geworden oorlogsfoto's waar Van Ommering op het Noordereiland met deze witte vlag zwaait, is dit nu een belangrijk museumstuk. Ondanks de Nederlandse overgave kwam het later die middag echter toch tot het verwoestende Duitse bombardement op Rotterdam. Drie jaar later, op 2 april 1943, redde hij als brandweerman een driejarig meisje dat na het Amerikaanse bombardement op Rotterdam-West zo'n 50 uur onder het puin had gelegen. 

## 14 mei 1940
In de ochtend van de veertiende mei ontvingen de Rotterdamse bevelhebber P.W. Scharroo en de Rotterdamse burgemeester P.J. Oud een ultimatum van het Duitse leger. Als Rotterdam zich niet binnen twee uur zou overgeven, zou de stad volledig worden vernietigd. Dit dreigement leidde tot een onderhandelingsproces waarin sergeant-majoor Gerrit van Ommering de rol van witte vlagdrager op zich nam. Van een beddenlaken uit het toen bekende warenhuis van Vroom en Dreesmann fabriceerde Van Ommering snel een witte vlag. Al zwaaiend met zijn vlag liep Van Ommering tijdens de onderhandelingen over de capitulatie meerdere keren van het Nederlandse militaire hoofdkwartier naar dat van de Duitsers. Bij het treinstation Beurs (op de plaats van het huidige Station Rotterdam Blaak) verbond hij nog een gewonde marinier met een reep stof die hij van de vlag had gescheurd. Daarbij raakte de vlag bespat met bloed. Van Ommerings inspanningen waren echter tevergeefs; voordat Rotterdam zich kon overgeven, werd de stad vanaf 13:30 getroffen door het Duitse bombardement op Rotterdam. Daarbij vielen ongeveer 900 doden en raakten zo'n 80.000 mensen dakloos.

## 2 april 1943
Wat de Amerikanen op 31 maart 1943 nu van plan waren te bombarderen is nog steeds onduidelijk. Volgens sommigen waren de werven van Wilton-Fijenoord bij de Schiemond in Delfshaven het doel. Volgens anderen de Lekhaven of de haventerreinen langs de Keileweg. Ook is wel het hoofdkantoor van de Sicherheitsdienst op de Heemraadssingel als doel geopperd. Het meest waarschijnlijk is dat het doel de havengebieden aan de Hudsonstraat waren. Wat ook de bedoeling geweest mag zijn, de actie mislukte volkomen. Misschien mede door de harde wind, maar misschien ook wel omdat men de bommenluiken te laat openzette, vielen de meeste bommen bijna een kilometer van mogelijke doelwitten, in het westelijk deel van de Schiedamseweg en het westelijk deel van de toen vijftien tot twintig jaar oude woonwijk Bospolder/Tussendijken. Bij dit bombardement op Rotterdam-West kwamen zeker 453 mensen om het leven en raakten zo'n 13.000 mensen dakloos. Als professioneel brandweerman werd Van Ommering ingezet bij het zoeken naar overlevenden. Dit greep hem sterk aan.

.. Als brandweerman was zijn hulp ingeroepen na het bombardement op Rotterdam-West. Overdag zocht hij naar overlevenden, 's nachts kon hij er niet van slapen. De beelden van lijken en afgerukte ledematen waren te gruwelijk. En dus ging hij op pad, ondanks de spertijd, luisterend of hij ergens nog een levensteken kon bespeuren. Nadat Van Ommering 50 uur na het bombardement onder het puin een levensteken bespeurde, werd een 3-jarig meisje gevonden.

## Persoonlijk leven
Van Ommering werd in 1897 geboren in het gezin van Cornelis Adrianus van Ommering (1862-februari 1945) en Jacoba Ruis (1863-?). Uit dit huwelijk werden tien kinderen geboren, waarvan er vier bij of kort na de geboorte overleden. Gerrit van Ommering was het achtste kind. Hij trad op 11 mei 1921 in Rotterdam in het huwelijk met Johanna van Rotz. Zij overleefde haar man ten minste tien jaar. Uit dit huwelijk kwamen drie kinderen voort.

## Voetnoten
1. ↑   Zie externe links
2. ↑   Na de Duitse overwinning had hij ontslag genomen uit het Nederlandse leger in was in dienst getreden van de Rotterdamse brandweer.
3. ↑  Zie foto's in de externe links
4. ↑   Ooggetuigenverslag van Arie de Keyzer (toen 14 jaar oud) op www.engelfriet.net klinkt overtuigend. Zie hier. Gearchiveerd op 6 december 2021.
5. ↑  Namen slachtoffers bombardement 31 maart 1943 Rotterdam. Voorouder.nl. Geraadpleegd op 1 maart 2025.
6. ↑   Citaat uit het artikel in het Algemeen Dagblad van 31 maart 2016, waar auteur Marcel Potters  conservator Johan van der Hoeven van Museum Rotterdam 40-45 citeert
7. ↑  Dit kan geconcludeerd worden uit het feit dat zij de van de foto's bekend geworden witte vlag in 1980 in bruikleen gaf aan het stadsarchief Rotterdam.